# Слобода Мићаловић
Слобода Мићаловић Ћетковић (Лесковац, 21. август 1981) српска је филмска и позоришна глумица.
Завршила је средњу музичку школу, а студирала Факултет драмских уметности у Београду у класи Предрага Бајчетића. Публика је памти по улогама у мјузиклу Позоришта на Теразијама, а стални позоришни ангажман добила је 2012. године у Народном позоришту у Београду.
Прву битну позоришну улогу имала је током студирања 2000. године, Борисава Станковића у режији Југа Радивојевића. Публика је памти и по улогама у представама Тартиф као Елмира, Чикаго као Рокси Харт, Френки и Џони као Френки и многим другим.
Значајне улоге остварила је у филмовима Зона Замфирова, Краљевина Србија и Илка, као и у ТВ серијама Мјешовити брак, Рањени орао, Непобедиво срце, Чизмаши, Јагодићи, Корени и многим другим.
Од 2008. године у браку је са глумцем Војином Ћетковићем са којим живи у Београду и има две ћерке. Слободина рођена сестра Драгана Мићаловић такође је глумица, глумом се бавио и њихов отац Драган Мићаловић.

## Биографија
Рођена је 21. августа 1981. године у Лесковцу, као друго дете у породици мајке Милице која је по струци фризерка и оца Драгана Мићаловића који је био глумац Народног позоришта у Лесковцу. Слобода има две сестре, девет година млађу Драгану која је такође глумица и старију Мирјану. Детињство је провела у родном Лесковцу, где је живела све до уписивања факултета.
Од 1989. године похађала је нижу музичку школу, била у хору и бавила се плесом. Интересовала се за музику, па је након завршетка основне школе уписала Музичку школу „Станислав Бинички“ у Лесковцу. Факултет драмских уметности у Београду уписала је 1999. године, иако се њен отац, Драган Мићаловић противио тој одлуци. Студирала је на класи професора и глумца Предрага Бајчетића, а дипломирала код Драгана Петровића Пелета, заједно са Катарином Радивојевић, Маријом Вицковић, Аном Франић, Браниславом Томашевићем и Зораном Бећић.
Остварила је улоге у Позоришту на Теразијама, Звездара театару и Позоришту Пуж. Од 2012. године постала је стална чланица ансамбла Народном позоришту у Београду, након десет година паузе на сцени овог театра, заменивши колегиницу са класе, Зорану Бећић у улози Ивке у представи Кањош Маћедоновић, који је режирала Вида Огњеновић. Последњи пут пре тога, Мићаловићева је наступила у Народном позоришту у Београду 2002. године у представи Комендијаши, коју је режирао Предраг Бајчетић.
Поред глумачког ангажмана, Ћетковићева је предавач на Факултету савремених уметности и у Театру 78, у оквиру коле глуме „Први кораци”. Чланица је Удружења драмских уметника Србије.
Била је председница жирија 51. Филмских сусрета у Нишу 2016. године и водитељка манифестације Оскар популарности 2011. године.
Свог садашњег супруга, глумца Војина Ћетковића упознала је на снимању филма Зона Замфирова 2001. године, међутим пар је тек након неколико година ступио у везу, а венчали су се у мају 2008. године. Године 2010. добили су ћерке Милу и Веру. Венчани и кумови деце Слободи и Војину Ћетковићу су Никола Ђуричко и Наташа Нинковић, а они су кумовали првом браку Небојше Глоговца.

## Глумачка каријера

### 2000—2009.
Прву битну позоришну улогу имала је током студирања 2000. године, Борисава Станковића у режији Југа Радивојевића. Прву улогу на телевизији имала је 2002. године у ТВ филму Класа 2002. Када је била на трећој години Факултета драмских уметности, редитељ Здравко Шотра позвао ју је, заједно са Катарином Радивојевић, на кастинг за филм Зона Замфирова. Обе су конкурисале за улогу Зоне, коју је добила Катарина. Међутим, Шотра је препознао Слободин таленат и поверио јој епизодну, али запажену улогу Васке, након које је постала позната широј јавности. Исте, 2002. године добила је улогу у ТВ серији Подијум, а након тога и у ТВ филму Ко чека дочека. У улози докторке Драге глумила је 2003. године у ТВ филму Здравка Шотре, Илка, а исте године и у ТВ серији Лаку ноћ, децо као девојка.
Појавила се у још једном филму Здравка Шотре, Пљачка Трећег рајха (2004), као млада Јеврејка Сара, а исте године у ТВ серији Трагом Карађорђа као Јелена.
Једну од главних, улогу Јелене Чађеновић добила је у ТВ серији Мјешовити брак, која се емитовала у периоду од 2003—2007. године и за коју је добила Награду за најбољи глумачки пар заједно са Андријом Милошевићем. Године 2007. добила је улогу у представи Дон Крсто, Југословенског драмског позоришта, а појавила се и у петнаест епизода српске и хрватске ТВ серије Не дај се, Нина као Ванеса Тинтор, а наредне године у ТВ филму Краљевина Србија као краљица Наталија Обреновић и у позоришној представи Тартиф, у улози Оргонове жене Елмире, за коју је добила Годишњу награду Југословенског драмског позоришта.
Године 2008, први пут је добила једну главну улогу и то Анђелке Бојанић у ТВ серији Рањени орао, за коју је 2009. године добила награду Глумачки пар године заједно са Иваном Босиљчићем. Наредне године глумила је у истоименом филму, такође у улози Анђелке, а након тога и у шест епизода ТВ серије Мансарда, у улози Кики. На Данима сатире Марина Држића у Загребу 2008. године, добила је награду Златни смјех, за улогу Елмире у Молијеровом Тартифу, а у Београду Награда за лепоту говора Бранивој Ђорђевић, такође за улогу у позоришном комаду Тартиф, 2009. године.

### 2010—данас
Оскар популарности за најбољу глумицу 2009. године додељен јој је 2010. године. У краткометражном филму The runner из 2011. године глумила је у улози Тијане, а након тога и у ТВ серији Непобедиво срце (2011—2012), у улози Милене Новаковић, за коју је добила награду Глумачки пар године Она и он, по избору читалаца „ТВ Новости“ на 47. Филмским сусретима у Нишу, 2012. године, заједно са Иваном Босиљчићем. Тумачила је улогу Аиде у ТВ серији Јагодићи, која се емитовала у периоду од 2012 до 2013. године. Позајмила је глас за цртани филм Ћурке на слободи, који је премијерно приказан 2014. године.
Медаљу октобарску награду града Лесковца и Признање Витез од чарапаније добила је 2015. године, у време када је добила улогу Софије у ТВ серији Чизмаши.
У улози Милене нашла се у филму На млечном путу из 2016. године, који је режирао Емир Кустурица и на којем је Ћетковићева имала једну од главних улога заједно са Моником Белучи. За улогу Милене добила је награду ФИПРЕСЦИ за најбољу женску улогу у филму.
У филму Здравка Шотре Santa Maria della Salute из 2016. године била је у улози Олге Дунђерски, као и у истоименој ТВ серији, која је емитована 2017. године. У романтичној комедији Френки и Џони, која је премијерно изведена на сцени Раша Плаовић у Народном позоришту у Београду, Мићаловићева је играла улогу Френки, за коју јој је додељен Зоранов брк за глумца вечери на 25. Данима "Зорана Радмиловића" (2016) за улогу и Плакета „Жанки у част” за најбоље глумачко остварење у представи, 2017. године.
У мањој улози Нине појавила се у ТВ серији Мамини синови из 2017. године, а након тога као болничарка у краткометражном филму Тихи кутак Христов, који је имао премијеру 2017. године. Као Ана Дандоло појавила се у серији Немањићи — рађање краљевине, а након тога као Симка Катић у ТВ серији Корени, за коју је добила позитивне критике од колега и публике.

## Филмографија
| Год.       | Назив                                | Улога                             |
| ---------- | ------------------------------------ | --------------------------------- |
| 2000-е     |                                      |                                   |
| 2002.      | Класа 2002                           |                                   |
| 2002.      | Зона Замфирова                       | Васка                             |
| 2002.      | Подијум                              | Емануела                          |
| 2002.      | Ко чека дочека                       | доктора Драга                     |
| 2003.      | Илка                                 | Драга                             |
| 2003.      | Лаку ноћ, децо                       |                                   |
| 2004.      | Пљачка Трећег рајха                  | Јеврејка Сара                     |
| 2004.      | Трагом Карађорђа                     | Јелена                            |
| 2003−2007. | М(ј)ешовити брак                     | Јелена Чађеновић                  |
| 2008.      | Рањени орао (ТВ серија)              | Анђелка Бојанић                   |
| 2007−2008. | Не дај се, Нина                      | Ванеса Тинтор                     |
| 2008.      | Краљевина Србија                     | краљица Наталија Обреновић        |
| 2009.      | Рањени орао                          | Анђелка Бојанић                   |
| 2009.      | Мансарда (ТВ серија)                 | Кики                              |
| 2010-е     |                                      |                                   |
| 2011.      | The runner                           | Тијана                            |
| 2011.      | Непобедиво срце                      | Милена Новаковић                  |
| 2012.      | Јагодићи                             | Аида                              |
| 2015.      | Чизмаши                              | Софија                            |
| 2016.      | На млечном путу                      | Милена                            |
| 2016.      | Santa Maria della Salute             | Олга Дунђерски                    |
| 2017.      | Santa Maria della Salute (ТВ серија) | Олга Дунђерски                    |
| 2017.      | Мамини синови                        | Нина                              |
| 2017.      | Тихи кутак Христов                   | болничарка                        |
| 2017.      | Немањићи — рађање краљевине          | Ана Дандоло                       |
| 2018.      | Корени                               | Симка Катић                       |
| 2019.      | Бисер Бојане (ТВ серија)             | виша инспекторка Чарна Благојевић |
| 2020-е     |                                      |                                   |
| 2020−2022. | Убице мог оца                        | Дуња Дедовић                      |
| 2020−2021. | Ургентни центар (српска ТВ серија)   | сестра Марта Вуковић              |
| 2021.      | Александар од Југославије            | Бланш Веснић                      |
| 2021−2022. | Tajне винове лозе                    | Вера                              |
| 2022.      | Игра                                 | Тијана                            |
| 2022.      | Било једном у Србији                 | Ружица                            |
| 2023.      | Буди Бог с нама                      | Зора                              |
| 2023.      | Јорговани                            | Катарина                          |
| 2023.      | Сети ме се                           |                                   |
| /-/.       | Време смрти                          |                                   |
| /-/.       | Принц Растко српски                  | Каталена                          |

## Позоришне представе
Остварила је улоге у Позоришту на Теразијама, Звездара театару, Позоришту Пуж и Југословенском драмском позоришту. Стални ангажман у позоришту добила је 2012. године у Народном Позоришту у Београду, након чега је заиграла у улози Ивке у представи Кањош Маћедоновић. Пре тога, последњи пут је у Народном позоришту играла у улози Кате и Живане, у представи Комендијаши, 2000. године. Вишеструко је награђивана за позоришне улоге, а публика је памти по улогама у представама Тартиф као Елмира, Чикаго као Рокси Харт, Френки и Џони као Френки и многим другим.
| Представа                           | Улога                       | Редитељ                    |
| ----------------------------------- | --------------------------- | -------------------------- |
| Коштана                             | Коштана                     | Југ Радивојевић            |
| Тре сореле                          | Роза                        | Милан Караџић              |
| Брод љубави                         | Нина                        | Небојша Ромчевић           |
| Миладинова чаробан лампа            | Принцеза                    | Југ Радивојевић            |
| Брод за лутке                       | Снежана                     | Слободан Унковски          |
| Чикаго                              | Рокси Харт                  | Кокан Младеновић           |
| Тартиф                              | Елмира                      | Егон Савин                 |
| Мирис кише на Балкану               | Бланки                      | Ана Радивојевић Здравковић |
| Дон Крсто                           | Луција                      | Вида Огњеновић             |
| Кањош Маћедоновић                   | Ивка                        | Вида Огњеновић             |
| Није смрт бицикло (да ти га украду) | профескорка Александра      | Слободан Унковски          |
| Чудо у Шаргану                      | Јагода                      | Егон Савин                 |
| Комендијаши                         | Ката, Живана                | Предраг Бајчетић           |
| Огвожђена                           | Нина, Веселина Млађа Ћерка  | Ђурђа Тешић                |
| Плави анђео                         | Лола                        | Ерол Кадић                 |
| Антигона                            | Еуридика                    | Јагош Марковић             |
| Фигарова женидба и развод           | Сузана, Фигарова жена       | Слободан Унковски          |
| Зли дуси                            | Лизавета Николајевна Тушина | Тања Мандић                |
| Дом Бернарде Албе                   | Амелија                     | Ана Григоровић             |
| Френки и Џони                       | Френки                      | Теа Пухарић                |
| Шећер је ситан осим кад је коцка    |                             | Никола Пејаковић           |

## Награде
- Награда за најбољи глумачки пар заједно са Андријом Милошевићем за улогу Јелене Чађеновић у ТВ серији Мјешовити брак.
- Награда Глумачки пар године по избору читалаца „ТВ Новости“, 44. Филмски сусрети у Нишу, 2009. године, са Иваном Босиљчићем за улогу Анђелке у ТВ серији Рањени орао.[23]
- Награда Глумачки пар године Она и он, по избору читалаца „ТВ Новости“, 47. Филмски сусрети у Нишу, 2012. године, са Иваном Босиљчићем за улогу Милене у телевизијској серији Непобедиво срце.[38]
- Велнес лице године.[39]
- Награда Златни смјех на Фестивалу Дани Марина Држића у Загребу за улогу Елмире (2008)[24]
- Награда за лепоту говора Бранивој Ђорђевић за улогу Елмире у представи Тартиф (2009).[40]
- Оскар популарности за најбољу глумицу 2009. године (2010)[25]
- Hello! личност године 2011. године (2011).[41]
- Годишња награда за улогу Рокси Харт у представи Чикаго.
- Медаља Октобарска награда града Лесковца (2015).[28]
- Награда породица животног стила са Војином Ћетковићем, Личности животног стила Србије (2015).[42]
- Признање Витез од чарапаније (2015).[29]
- Зоранов брк за глумца вечери, за улогу Френки у представи "Френки и Џони", на 25. Данима "Зорана Радмиловића" (2016)[32]
- Плакета „Жанки у част” за најбоље глумачко остварење, за улогу Френки у представи “Френки и Џони”, октобар 2017.[33]
- Јавна Похвала за резултате у раду од изузетног и посебног значаја за успешну активност у сезони 2017/2018 Народног позоришта у Београду (2018).[43]
- ФИПРЕСЦИ награда за најбољу женску улогу у филму На млечном путу, Музеј Југословенске кинотеке у Београду (2018).[44]
- Награда Браћа Карић (2022.)